# Clathrina rubra
Clathrina rubra är en svampdjursart som beskrevs av Sarà 1958. Clathrina rubra ingår i släktet Clathrina och familjen Clathrinidae. Inga underarter finns listade i Catalogue of Life.